# TSV Buchholz 08
Der Turn- und Sportverein Buchholz von 1908 e. V. ist mit seinen 3500 Mitgliedern einer der größten Sportvereine in Buchholz in der Nordheide.

## Geschichte
Der Verein in seiner heutigen Form entstand am 5. August 1938 als Zusammenschluss des MTV (Männerturnverein) Buchholz von 1908 e. V. mit dem Buchholzer Sport-Verein, der im Jahr 1921 gegründet worden war.

## Sportangebote
Bei einer breiten Auswahl an Sportarten (Fitness, Fußball, Gesundheitssport, Gymnastik, Handball, Hockey, Inline-Skating, Jazz Dance, Kinder- und Jugendturnen, Kunstturnen, Schwimmen, Tanzen, Tennis, Tischtennis, Volleyball) steht vor allem der Jugendsport im Vordergrund der sportlichen Angebote.
Im Jahre 2003 wurde das 08-Sportzentrum fertiggestellt, damit wurde die Möglichkeit geschaffen, in vereinseigenen Räumen viele weitere Sportarten auszuüben. Es bietet neben einem großen Tanzsaal und einem Gymnastiksaal außerdem Duschen und Umkleidekabinen für die Fußballer. Außerdem befinden sich auf dem vereinseigenen Gelände bereits ein Tennishaus mit fünf Tennisplätzen sowie ein Fußballfeld.

## Fußballabteilung
2006 stieg der TSV Buchholz als Meister der Landesliga Hammonia erstmals in die Oberliga Hamburg auf. Seit der Saison 2006/07 hält der Verein sich in der höchsten Hamburger Amateurklasse.
Die erste Mannschaft der Fußballabteilung qualifizierte sich in der Saison 2015/16 für das Halbfinale des Hamburger Pokals. Dort schieden sie gegen Altona 93 aus. Aus der Jugendabteilung des TSV ging  Eintracht Frankfurts langjähriger Bundesligaspieler Alex Meier hervor.
Beim Hamburger Pokal 2024/25 stellte der TSV Buchholz einen Rekord in der Pokalgeschichte auf, indem er mit 53:2 (26:0) gegen den Moorburger TSV gewann, was den höchsten Sieg eines Vereins bei diesem Turnier jemals darstellt.

## Tanzsportabteilung
Der Tanzsportkreis im Turn- und Sportverein Buchholz von 1908 (TSK im TSV Buchholz von 1908) ist die Tanzsportabteilung des Vereins. Die Abteilung bietet u. a. Gesellschaftstanz (Standard und Latein), Kindertanzen, Rock ’n’ Roll, Orientalischer Tanz, Jazz Dance und Showtanz und verfügt über eine Turniertanzsparte. Bis Ende Juni 2016 verfügte der Verein auch über mehrere Lateinformationen. Diese wechselten zum 30. Juni 2016 aus wirtschaftlichen Gründen zu Blau-Weiss Buchholz.

### Lateinformationen
Der Verein verfügte bis Juni 2016 über mehrere Lateinformationen. Das A-Team tanzte zuletzt in der 1. Bundesliga Latein.

#### A-Team
Das A-Team des TSK im TSV Buchholz 08 trat seit der Saison 2005/2006 zu Ligaturnieren an. Die Mannschaft startete zunächst in der Landesliga Nord Latein und qualifizierte sich 2006/2007 und 2007/2008 zur Teilnahme am Aufstiegsturnier zur Oberliga Nord Latein. Das Aufstiegsturnier in der Saison 2007/2008 konnte die Mannschaft gewinnen und stieg so in die Oberliga Nord Latein auf. In der Saison 2008/2009 folgte der direkte Aufstieg in die Regionalliga Nord Latein.
In den Saisons 2010/2011 und 2011/2012 nahm das A-Team am Aufstiegsturnier zur 2. Bundesliga Latein statt, das es 2011/2012 gewann und so in die 2. Bundesliga aufstieg. Am Ende der Saison 2012/2013 gelang mit dem 2. Platz in der 2. Bundesliga der direkte Aufstieg in die 1. Bundesliga Latein. In der 1. Bundesliga belegte die Formation mit dem musikalischen Thema „Cello“ den 7. Platz und stieg wieder in die 2. Bundesliga Latein ab. Die Saison 2014/2015 konnte die Mannschaft mit dem musikalischen Thema „The Day of the Battle“ gewinnen und schaffte somit den direkten Wiederaufstieg in die 1. Bundesliga.

#### Weitere Lateinformationen
Der Verein verfügte zuletzt über vier weitere Lateinformationen, die an Ligawettkämpfen teilnehmen.
Das B-Team trat seit der Saison 2006/2007 zu Turnieren an, zunächst in der Landesliga Nord Latein, seit der Saison 2009/2010 in der Oberliga Nord Latein. Seit der Saison 2013/2014 trat die Mannschaft in der Regionalliga Nord Latein an. Nachdem der TTH Dorsten zur Saison 2015/2016 seine Mannschaft aus der 2. Bundesliga zurückgezogen hatte, rückte die Mannschaft als Drittplatzierte des Aufstiegsturniers zur 2. Bundesliga auf den freigewordenen Startplatz nach.